# 氾嶷
汎嶷（？—194年），東漢末年呂布部將。

## 生平
興平元年（公元194年），曹操率軍攻打徐州牧陶謙，兗州空虛。張邈等軍隊趁機發動叛亂，迎接呂布進入兗州，兗州郡縣多響應呂布，只有鄄城、范縣、東阿三縣沒有動搖。陳宮準備攻打東阿，於是派氾嶷伺機奪取范縣，吏民皆恐。此時曹操部將程昱前往東阿和范縣進行安撫以穩定民心。呂布抓走了范縣令靳允的母親、弟弟和妻子兒女，威脅靳允投降，程昱在路過范縣時勸說靳允，靳允經程昱鼓勵流著淚道：“不敢有貳心。”當時氾嶷已在城下，靳允約氾嶷見面，於見面地點埋伏，於是氾嶷被靳允刺殺，後靳允回城部署軍隊堅守范縣。